# Отель «У погибшего альпиниста» (фильм, 2027)
«Отель „У погибшего альпиниста“» — будущий фантастический художественный фильм российского режиссёра Александра Домогарова-младшего, экранизация одноимённой повести братьев Стругацких. Съёмки начались в апреле 2025 года, выход в прокат запланирован на январь 2027 года.

## Сюжет
В основу сценария легла повесть братьев Стругацких «Отель „У погибшего альпиниста“», опубликованная в 1970 году. Она написана по канонам детективного жанра: горный отель в неназванной европейской стране оказывается отрезан от внешнего мира из-за снежной лавины, а потом в нём происходит убийство. Одному из постояльцев, полицейскому инспектору Петеру Глебски, приходится начать расследование. В какой-то момент он понимает, что к преступлению причастны находящиеся в отеле инопланетяне.

## В ролях
- Евгений Цыганов — Петер Глебски
- Алёна Михайлова — Брюн
- Светлана Ходченкова — госпожа Мозес (Ольга)
- Александр Балуев — господин Мозес
- Сергей Маковецкий — Алек Сневар
- Дмитрий Лысенков — Симон Симонэ
- Алексей Розин — Хинкус
- Фёдор Федотов — Олаф Андварафорс
- Марго Адаева — Кайса
- Александр Лыков — Дю Барнстонкр
- Лев Зулькарнаев — Луарвик Л. Луарвик

## Производство
В 2020 году компания «Марс Медиа» купила у наследников братьев Стругацких права на экранизацию. Продюсерами проекта стали Рубен Дишдишян и Нарек Мартиросян, которые назвали референсами будущей картины «Достать ножи» и «Убийство в Восточном экспрессе». В декабре 2021 года «Марс Медиа» заключила договор о совместном кинопроизводстве с «Амедиа Продакшен», причём в документе фигурировал в том числе «Отель „У погибшего альпиниста“». Его планировалось выпустить на экраны в 2023 году.
В ноябре 2023 года стало известно, что сценарий картины напишет Ольга Городецкая. Режиссёром проекта стал Александр Домогаров-младший. В декабре «Отель» был представлен на питчинге «Фонда кино». Продюсер Юлия Иванова рассказала, что главная роль, инспектора Глебски, предложена Константину Хабенскому и что натурные съёмки пройдут в горах — на Кавказе, на Алтае или Домбае. Съёмки должны были начаться осенью 2024 года, к моменту питчинга велись поиски локаций и подготовка к строительству декораций — в частности, здания отеля. Мария Аркадьевна и Андрей Борисович Стругацкие участвуют в проекте в качестве консультантов.
Основной кастинг был запланирован на январь 2024 года, причём авторы проекта собирались привлечь 12 известных актёров на роли первого плана.
Домогаров в связи с началом работы заявил прессе: «Мне очень нравится смешение жанров, где можно соединить форму, содержание и обаятельнейших персонажей в одной истории в одном пространстве, где начинаются таинственные загадочные события. Хотелось бы сделать из нашего фильма знаковое кинособытие».
Премьера, по предварительным данным, была запланирована на 2025 или 2026 год либо на осень-зиму 2025 года. Позже её запланировали на январь 2027 года.

## Восприятие
Наследники Стругацких в декабре 2023 года заявили: «на наш взгляд, „Отель у погибшего альпиниста“ — очень кинематографическая повесть, интересная как для создателей, так и для зрителей будущего фильма. Уверены, что у этой талантливой команды получится сделать глубокое, тонкое и зрелищное кино».